# Fußball-Weltmeisterschaft 2018/Brasilien
Dieser Artikel behandelt die brasilianische Fußballnationalmannschaft bei der Fußball-Weltmeisterschaft 2018. Rekordweltmeister Brasilien konnte sich als einzige südamerikanische Mannschaft vorzeitig und als erste Mannschaft überhaupt sportlich qualifizieren. Die Mannschaft nahm zum 21. Mal teil und bleibt damit die einzige Mannschaft, die bei keiner Endrunde fehlte.

## Qualifikation
Die Mannschaft qualifizierte sich über die Qualifikation des südamerikanischen Fußballverbandes CONMEBOL.

### Spiele

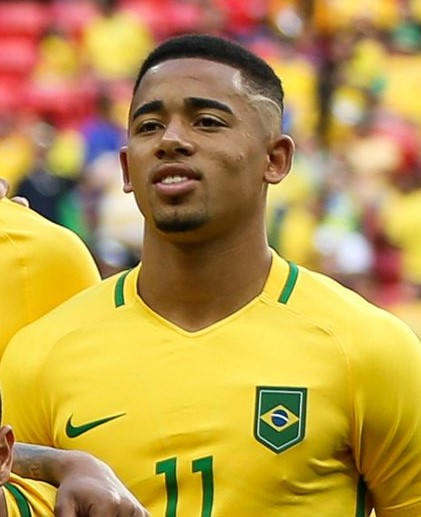
Gabriel Jesus, bester Torschütze der Brasilianer in der Qualifikation

Brasilien startete in die Qualifikation unter Nationaltrainer Dunga, der nach der WM 2014 zum zweiten Mal das Amt übernommen hatte. Der Rekordweltmeister musste sich in der Qualifikation gegen die anderen neun südamerikanischen CONMEBOL-Mitglieder in einer Jeder-gegen-Jeden-Runde mit Hin- und Rückspielen qualifizieren. Dabei konnten sich die ersten vier Mannschaften direkt qualifizieren und die fünftbeste Mannschaft über die interkontinentalen Playoffs gegen den Sieger der Ozeanien-Qualifikation. Brasilien konnte von den 18 Qualifikationsspielen zwölf gewinnen, spielte fünfmal remis und verlor nur das erste Spiel. Erstes Opfer dieser Niederlage war Torhüter Jefferson, der im nächsten Spiel durch Neuling Alisson ersetzt wurde, der danach auch die restlichen Qualifikationsspiele bestritt und zehnmal kein Gegentor kassierte. Aber auch Dunga blieb nicht lange auf seinem Posten. Nach dem Ausscheiden in der Gruppenphase der Copa América Centenario 2016 wurde er vom Brasilianischen Fußballverband entlassen. Sein Nachfolger wurde Tite, der bis dahin nur Vereinsmannschaften trainiert hatte. Er setzte zwar weiterhin auf den schon von Dunga nominierten Stamm, im ersten Spiel unter seiner Leitung schickte er aber den erst 19 Jahre alten Gabriel Jesus ins Rennen, der bei den Olympischen Spielen 2016 zusammen mit fünf weiteren in der Qualifikation eingesetzten Spielern zum Goldmedaillengewinn beitrug und auf dem Weg dahin drei Tore beigesteuert hatte. Er rechtfertigte das Vertrauen mit seinen ersten beiden A-Länderspieltoren und war mit insgesamt sieben Toren bester Torschütze der Brasilianer in der Qualifikation. Im zweiten Spiel gab er mit dem 28 Jahre altem Taison einem weiteren Neuling die Chance, der aber in den weiteren Spielen nur noch zu einem weiteren zweiminütigen Kurzeinsatz kam. Erst im letzten Spiel gegen Chile kam dann mit Torhüter Ederson noch ein weiterer Neuling zum Einsatz.
Insgesamt wurden 37 Spieler in den 18 Spielen eingesetzt, davon sieben nur einmal, darunter der ehemalige Weltfußballer Kaká im zweiten Spiel. Kein Spieler kam in allen Spielen zum Einsatz. Auf 17 Spiele brachten es Dani Alves, Miranda, der in mehreren Spielen auch Kapitän war, und Willian. Dani Alves musste einmal nach der zweiten gelben Karte pausieren und bestritt am 23. März 2017 beim 4:1 gegen Uruguay sein 100. Länderspiel. Ein weiteres Jubiläum konnte Neymar am 10. November 2016 beim 3:0-Sieg gegen Argentinien feiern, bei dem er sein 50. Länderspieltor erzielte. Neben Gabriel Jesus gab es weitere Spieler, die in der Qualifikation ihre ersten Länderspieltore erzielten: Lucas Lima am 13. November 2015 beim 1:1 gegen Argentinien, Renato Augusto und Filipe Luís am 17. November 2015 beim 3:0 gegen Peru und Miranda am 6. September 2016 beim 2:1 gegen Kolumbien. Insgesamt trafen 14 Spieler für Brasilien.
| Datum        | Spielort          | Gastgeber   |   | Gast        | Ergebnis  | Torschützen für Brasilien                                                                            |
| ------------ | ----------------- | ----------- | - | ----------- | --------- | --- |
| 08.10.2015   | Santiago de Chile | Chile       | – | Brasilien   | 2:0 (0:0) | |
| 13.10.2015   | Fortaleza         | Brasilien   | – | Venezuela   | 3:1 (2:0) | Willian (1., 42.), Ricardo Oliveira (74.)                                                            |
| 13.11.2015 1 | Buenos Aires      | Argentinien | – | Brasilien   | 1:1 (1:0) | Lucas Lima (59.)                                                                                     |
| 17.11.2015   | Salvador          | Brasilien   | – | Peru        | 3:0 (1:0) | Douglas Costa (22.), Renato Augusto (57.), Filipe Luís (77.)                                         |
| 25.03.2016   | Recife            | Brasilien   | – | Uruguay     | 2:2 (2:1) | Douglas Costa (1.), Renato Augusto (26.)                                                             |
| 29.03.2016   | Asunción          | Paraguay    | – | Brasilien   | 2:2 (1:0) | Ricardo Oliveira (78.), Dani Alves (90.+2)                                                           |
| 01.09.2016   | Quito             | Ecuador     | – | Brasilien   | 0:3 (0:0) | Neymar (72./Elfmeter), Gabriel Jesus (87., 90.+2)                                                    |
| 06.09.2016   | Manaus            | Brasilien   | – | Kolumbien   | 2:1 (1:1) | Miranda (2.), Neymar (74.)                                                                           |
| 06.10.2016   | Natal             | Brasilien   | – | Bolivien    | 5:0 (4:0) | Neymar (10.), Philippe Coutinho (25.), Filipe Luís (38.), Gabriel Jesus (43.), Roberto Firmino (75.) |
| 11.10.2016   | Mérida            | Venezuela   | – | Brasilien   | 0:2 (0:1) | Gabriel Jesus (7.), Willian (53.)                                                                    |
| 10.11.2016   | Belo Horizonte    | Brasilien   | – | Argentinien | 3:0 (2:0) | Philippe Coutinho (25.), Neymar (45.+1.), Paulinho (58.)                                             |
| 15.11.2016   | Lima              | Peru        | – | Brasilien   | 0:2 (0:0) | Gabriel Jesus (57.), Renato Augusto (78.)                                                            |
| 23.03.2017   | Montevideo        | Uruguay     | – | Brasilien   | 1:4 (1:1) | Paulinho (18., 51., 90.+2), Neymar (74.)                                                             |
| 28.03.2017   | São Paulo         | Brasilien   | – | Paraguay    | 3:0 (1:0) | Philippe Coutinho (34.), Neymar (63.), Marcelo (85.)                                                 |
| 31.08.2017   | Porto Alegre      | Brasilien   | – | Ecuador     | 2:0 (0:0) | Paulinho (68.), Philippe Coutinho (76.)                                                              |
| 05.09.2017   | Barranquilla      | Kolumbien   | – | Brasilien   | 1:1 (0:1) | Willian (45.+1)                                                                                      |
| 05.10.2017   | La Paz            | Bolivien    | – | Brasilien   | 0:0       | |
| 10.10.2017   | São Paulo         | Brasilien   | – | Chile       | 3:0 (0:0) | Paulinho (54.), Gabriel Jesus (56., 90.+2)                                                           |

#### Abschlusstabelle
| Pl. | Land        | Sp. | S  | U | N  | Tore    | Diff. | Punkte |
| --- | ----------- | --- | -- | - | -- | ------- | ----- | ------ |
| 1.  | Brasilien   | 18  | 12 | 5 | 1  | 041:110 | +30   | 41     |
| 2.  | Uruguay     | 18  | 9  | 4 | 5  | 032:200 | +12   | 31     |
| 3.  | Argentinien | 18  | 7  | 7 | 4  | 019:160 | +3    | 28     |
| 4.  | Kolumbien   | 18  | 7  | 6 | 5  | 021:190 | +2    | 27     |
| 5.  | Peru        | 18  | 7  | 5 | 6  | 027:260 | +1    | 26     |
| 6.  | Chile       | 18  | 8  | 2 | 8  | 026:270 | −1    | 26     |
| 7.  | Paraguay    | 18  | 7  | 3 | 8  | 019:250 | −6    | 24     |
| 8.  | Ecuador     | 18  | 6  | 2 | 10 | 026:290 | −3    | 20     |
| 9.  | Bolivien    | 18  | 4  | 2 | 12 | 016:380 | −22   | 14     |
| 10. | Venezuela   | 18  | 2  | 6 | 10 | 019:350 | −16   | 12     |

## Vorbereitung

### Spiele
| Datum             | Ergebnis | Gegner           | Austragungsort          | Brasilianische Torschützen                                           |
| ----------------- | -------- | ---------------- | ----------------------- | -------------------------------------------------------------------- |
| 10. November 2017 | 3:1      | Japan            | Villeneuve d’Ascq (FRA) | Neymar, Marcelo, Gabriel Jesus                                       |
| 14. November 2017 | 0:0      | England          | London                  |                                                                      |
| 23. März 2018     | 3:0      | Russland         | Moskau                  | João Miranda (53.), Philippe Coutinho (62./Elfmeter), Paulinho (66.) |
| 27. März 2018     | 1:0      | Deutschland (TV) | Berlin                  | Gabriel Jesus (37.)                                                  |
| 3. Juni 2018      | 2:0      | Kroatien         | Liverpool (ENG)         | Neymar (69.), Roberto Firmino (90.+3)                                |
| 10. Juni 2018     | 3:0      | Österreich       | Wien                    | Gabriel Jesus (36.), Neymar (63.), Philippe Coutinho (69.)           |

Die Mannschaft wurde am 21. Mai 2018 in Granja Comary in Teresópolis zusammengezogen, um dort bis zum 26. Mai trainieren. Am 27. Mai flog die Mannschaft nach London um sich zeitlich und klimatisch zu akklimatisieren.

### Quartier
Teamquartier wird das „Swissotel Resort Sotschi Kamelia“ in Sotschi sein, wo die Mannschaft im Yug-Sport Stadium trainieren wird.

## Kader
Am 14. Mai nominierte Trainer Tite einen Kader mit 23 Spielern. Bis auf Cassio, Fagner und Pedro Geromel spielten alle bei ausländischen Klubs, dabei standen bis auf Renato Augusto vom chinesischen Klub Beijing Guoan alle bei europäischen Vereinen unter Vertrag.
| Position    | Nr.     | Name              | Verein                 | Geburts- datum | Einsätze | Tore | Debüt | Letzter Einsatz | Anzahl der Spiele | Tor | Gelbe Karte | Gelb-Rote Karte | Rote Karte | WM-Teilnahmen | WM-Spiele (vor 2018) | WM-Tore (vor 2018) |
| ----------- | ------- | ----------------- | ---------------------- | -------------- | -------- | ---- | ----- | --------------- | ----------------- | --- | ----------- | --------------- | ---------- | ------------- | -------------------- | ------------------ |
| Tor         | 01      | Alisson           | AS Rom                 | 02.10.1992     | 26       | 0    | 2015  | 10.06.2018      | 5                 |     |             |                 |            |               |                      |                    |
| Tor         | 16      | Cássio            | Corinthians São PauloM | 06.06.1987     | 01       | 0    | 2017  | 10.11.2017      |                   |     |             |                 |            |               |                      |                    |
| Tor         | 23      | Ederson           | Manchester CityM       | 17.08.1993     | 01       | 0    | 2017  | 10.10.2017      |                   |     |             |                 |            |               |                      |                    |
| Abwehr      | 14      | Danilo            | Manchester CityM       | 15.07.1991     | 18       | 0    | 2011  | 10.06.2018      | 1                 |     |             |                 |            |               |                      |                    |
| Abwehr      | 22      | Fagner            | Corinthians São PauloM | 11.06.1989     | 04       | 0    | 2017  | 23.03.2018      | 4                 |     | 1           |                 |            |               |                      |                    |
| Abwehr      | 06      | Filipe Luís       | Atlético MadridE       | 09.08.1985     | 33       | 02   | 2009  | 10.06.2018      | 2                 |     | 1           |                 |            |               |                      |                    |
| Abwehr      | 04      | Pedro Geromel     | Grêmio Porto AlegreCL  | 21.09.1985     | 02       | 0    | 2017  | 23.03.2018      |                   |     |             |                 |            |               |                      |                    |
| Abwehr      | 03      | João Miranda      | Inter Mailand          | 07.09.1984     | 47       | 02   | 2009  | 10.06.2018      | 5                 |     |             |                 |            |               |                      |                    |
| Abwehr      | 12      | Marcelo           | Real MadridC           | 12.05.1988     | 54       | 06   | 2006  | 10.06.2018      | 4                 |     |             |                 |            | 2014          | 6                    | 0                  |
| Abwehr      | 13      | Marquinhos        | Paris Saint-GermainD   | 14.05.1994     | 26       | 0    | 2013  | 10.06.2018      | 1                 |     |             |                 |            |               |                      |                    |
| Abwehr      | 02      | Thiago Silva      | Paris Saint-GermainD   | 22.09.1984     | 71       | 05   | 2008  | 10.06.2018      | 5                 | 1   |             |                 |            | 2010, 2014    | 6                    | 1                  |
| Mittelfeld  | 08      | Renato Augusto    | Beijing Guoan          | 08.02.1988     | 28       | 05   | 2011  | 23.03.2018      | 3                 | 1   |             |                 |            |               |                      |                    |
| Mittelfeld  | 05      | Casemiro          | Real MadridC           | 23.02.1992     | 24       | 0    | 2011  | 10.06.2018      | 4                 |     | 2           |                 |            |               |                      |                    |
| Mittelfeld  | 17      | Fernandinho       | Manchester CityM       | 04.05.1985     | 44       | 02   | 2006  | 10.06.2018      | 5                 |     | 1           |                 |            | 2014          | 5                    | 1                  |
| Mittelfeld  | 18      | Fred              | Schachtar DonezkD      | 05.03.1993     | 08       | 0    | 2014  | 03.06.2018      |                   |     |             |                 |            |               |                      |                    |
| Mittelfeld  | 15      | Paulinho          | FC BarcelonaD          | 25.07.1988     | 50       | 12   | 2011  | 10.06.2018      | 5                 | 1   |             |                 |            | 2014          | 6                    | 0                  |
| Mittelfeld  | 11      | Philippe Coutinho | FC BarcelonaD          | 12.06.1992     | 36       | 10   | 2010  | 10.06.2018      | 5                 | 2   | 1           |                 |            |               |                      |                    |
| Mittelfeld  | 19      | Willian           | FC ChelseaP            | 09.08.1988     | 57       | 08   | 2011  | 10.06.2018      | 5                 |     |             |                 |            | 2014          | 5                    | 0                  |
| Sturm       | 07      | Douglas Costa     | Juventus TurinD        | 14.09.1990     | 25       | 03   | 2014  | 10.06.2018      | 2                 |     |             |                 |            |               |                      |                    |
| Sturm       | 09      | Gabriel Jesus     | Manchester CityM       | 03.04.1997     | 17       | 10   | 2016  | 10.06.2018      | 5                 |     |             |                 |            |               |                      |                    |
| Sturm       | 10      | Neymar            | Paris Saint-GermainD   | 05.02.1992     | 85       | 55   | 2010  | 10.06.2018      | 5                 | 2   | 1           |                 |            | 2014          | 5                    | 4                  |
| Sturm       | 20      | Roberto Firmino   | FC Liverpool           | 02.10.1991     | 21       | 06   | 2004  | 10.06.2018      | 4                 | 1   |             |                 |            |               |                      |                    |
| Sturm       | 21      | Taison            | Schachtar DonezkD      | 13.01.1988     | 08       | 01   | 2016  | 10.06.2018      |                   |     |             |                 |            |               |                      |                    |
| Trainerstab | Trainer | Tite              |                        | 25.05.1961     |          |      | 2016  |                 | 5                 |     |             |                 |            |               |                      |                    |
| 1. 2.       |         |                   |                        |                |          |      |       |                 |                   |     |             |                 |            |               |                      |                    |

## Endrunde

### Gruppenauslosung
Für die Auslosung der Qualifikationsgruppen am 1. Dezember war Brasilien Topf 1 zugeordnet und konnte daher nicht in eine Gruppe mit Weltmeister Deutschland, Vizeweltmeister Argentinien, Europameister Portugal oder Gastgeber Russland gelost werden. Zudem konnte den Brasilianer keine der anderen südamerikanischen Mannschaften zugelost werden. Die Mannschaft trifft in der Gruppe E auf die Schweiz, Serbien und Costa Rica, das bei der letzten WM zwei Ex-Weltmeister ausschaltete. Auf die Schweiz trafen die Brasilianer schon in der Vorrunde der ersten Heim-WM 1950, wo sie sich beim ersten Aufeinandertreffen 2:2 trennten. Zudem gab es drei Siege, zwei Remis und zwei Niederlagen – die letzte im letzten Spiel 2013 – in Freundschaftsspielen. Gegen Serbien gab es einen Sieg in einem Vorbereitungsspiel unmittelbar vor der WM 2014. Auf Jugoslawien, eine der beiden Vorgängermannschaften der Serben, traf Brasilien viermal bei WM-Turnieren (1:2 in der Vorrunde 1930, dem ersten WM-Spiel der Brasilianer, 2:0 in der Vorrunde der WM 1950, 1:1 n. V. in der Vorrunde der WM 1954, wonach Brasilien durch Losentscheid Gruppenzweiter wurde und 0:0 im Eröffnungsspiel der WM 1974). Darüber hinaus gab es weitere besondere Spiele gegen Jugoslawien, z. B. eine 4:8-Niederlage 1934, dem torreichstes Länderspiel der Brasilianer und einzigen Niederlage mit acht Gegentoren, und 1971 ein 2:2 im letzten Länderspiel von Pelé. Costa Rica war Gegner in den WM-Vorrunden 1990 (1:0) und 2002 (5:2) und bei der Copa América 2004 (4:1). Darüber hinaus gab es sechs Siege in Freundschaftsspielen und eine Niederlage bei der Panamerikanischen Meisterschaft 1960, bei der Brasilien aber unerfahrene Spieler eingesetzt hatte.
Sollte Brasilien Gruppensieger oder -zweiter werden, würde die Mannschaft im Achtelfinale auf eine Mannschaft der Gruppe F mit Titelverteidiger Deutschland treffen. Falls Brasilien und Deutschland beide Gruppensieger oder -zweiter werden, können sie erst im Finale (oder Spiel um Platz 3) aufeinander treffen.
In Moskau hat Brasilien bereits mehrmals gegen die UdSSR und Russland gespielt, in den beiden anderen Vorrundenspielorten noch nicht.

### Spiele der Gruppenphase / Gruppe E
| Pl. | Land       | Sp. | S | U | N | Tore    | Diff. | Punkte |
| --- | ---------- | --- | - | - | - | ------- | ----- | ------ |
| 1.  | Brasilien  | 3   | 2 | 1 | 0 | 005:100 | +4    | 07     |
| 2.  | Schweiz    | 3   | 1 | 2 | 0 | 005:400 | +1    | 05     |
| 3.  | Serbien    | 3   | 1 | 0 | 2 | 002:400 | −2    | 03     |
| 4.  | Costa Rica | 3   | 0 | 1 | 2 | 002:500 | −3    | 01     |
|     |            |     |   |   |   |         |       |        |

| So., 17. Juni 2018, 21:00 Uhr (20:00 Uhr MESZ) in Rostow am Don            |   |            |           |                                  |
| Brasilien                                                                  | – | Schweiz    | 1:1 (1:0) | 20′ Coutinho                     |
| Fr., 22. Juni 2018, 15:00 Uhr (14:00 Uhr MESZ) in Sankt Petersburg         |   |            |           |                                  |
| Brasilien                                                                  | – | Costa Rica | 2:0 (0:0) | 90+1′ Coutinho, 90+7′ Neymar     |
| Mi., 27. Juni 2018, 21:00 Uhr (20:00 Uhr MESZ) in Moskau (Spartak-Stadion) |   |            |           |                                  |
| Serbien                                                                    | – | Brasilien  | 0:2 (0:1) | 36.′ Paulinho, 68.′ Thiago Silva |

### Spiele der K.-o.-Runde
| Mo., 2. Juli 2018, 18:00 Uhr (16:00 Uhr MESZ) in Samara (Kosmos-Arena) |   |         |           |                                     |
| Brasilien                                                              | – | Mexiko  | 2:0 (0:0) | 51′ Neymar, 88′ Firmino             |
| Fr., 6. Juli 2018, 21:00 Uhr (20:00 Uhr MESZ) in Kasan (Kasan-Arena)   |   |         |           |                                     |
| Brasilien                                                              | – | Belgien | 1:2 (0:2) | 13′ Fernandinho, 76′ Renato Augusto |